# انحلال الدم (علم الأحياء الدقيقة)

انحلال الدم الذي تسببه أنواع من االبكتريا العقدية.
(على اليسار) انحلال الدم من نوع ألفا الذي تسببه البكتريا العقدية من نوع (S. mitis);
(في الوسط) انحلال الدم من نوع بيتا الذي تسببه بكتريا (عقدية مقيحة);
(على اليمين) انحلال الدم من نوع جاما الذي تسبه بكتريا من نوعStreptococcus) salivarius)

انحلال الدم هو انهيار خلايا الدم الحمراء. قدرة المستعمرات البكتيرية على احداث انحلال الدم عندما تنمو على طبق آغار تستخدم لتصنيف بعض الكائنات الحية الدقيقة. هذا مفيد بشكل خاص في تصنيف أنواع البكتريا العقدية. المادة التي تسبب في انحلال الدم هي  حالة دموية .

## أنواع

### ألفا
عندما يوجد انحلال ألفا (α-hemolysis)، يكون الأجار تحت المستعمرة داكن وأخضر اللون. العقدية الرئوية ومجموعة من عقديات الفم  (ٍStreptococcus viridans ) هي التي تسبب  انحلال الدم من نوع ألفا. وهذا ما يسمى أحيانا " انحلال الدم الأخضر"وذلك بسبب تغير لون الأجار.هناك مسميات أخرى مرادفة مثل  انحلال الدم غير المكتمل أو انحلال الدم الجزئى. انحلال الدم من نوع ألفا بسبب  بيروكسيد الهيدروجين الذي تتنتجه البكتيريا التي تؤكسد  الهيموجلوبين إلى ميتهيموغلوبين الأخضر.

### بيتا
انحلال الدم من نوع بيتا (β-hemolysis), في بعض الأحيان يسمى  انحلال الدم الكامل حيث هناك تحلل لخلايا الدم الحمراء في الأوساط حول وتحت المستعمرات: المنطقة تبدو مخففة (صفراء) وشفافة. ستربتوليسين (Streptolysin) (انزيمات محللة للدم تفرزها بكتريا العقدية ستربتو=بكتريا عقدية، ليسين انزيم محلل للدم) ، وهو ذيفان خارجي، الإنزيم الذي تنتجه البكتيريا التي تسبب التحلل الكامل لخلايا الدم الحمراء. هناك نوعان من ستربتوليسين: ستربتوليسين O (Streptolysin O), وستربتوليسين S (Streptolysin S) . ستربتوليسين O هو ذيفان خلوى حساس للأكسجين، يفرز من قبل معظم المجموعة العقدية -أ-و Streptococcus dysgalactiae ويتفاعل مع الكولسترول في غشاء خلايا حقيقيات النواة (أساسا خلايا الدم الحمراء والبيضاء، وال خلية الأكولة الكبيرة, والصفائح الدموية) وعادة ما تكون
هذه النتائج في انحلال الدم من نوع بيتا تحت سطح أجار الدم.ستربتوليسين S وهو ذيفان خلوي مستقر أمام الأكسجين وينتج أيضا بواسطة معظم سلالات المجموعة العقدية -أ- والتي يؤدى إلى تفريغ على سطح اجار الدم.ستربتوليسين S يؤثر على الخلايا المناعية، بما في ذلك كريات الدم البيضاء عديدة أشكال النواة (خلايا محببة)و الخلايا اللمفاوية وهو يعتقد أنها تمنع مناعة المضييف من القضاء على العدوى.عموما  العقدية المقيحة, أو مجموعة بكتريا بيتا الانحلالية (أ) ، هي التي تعرض انحلال الدم من نوع بيتا.
بعض سلالات بيتا الانحلالية الضعيفة  تسبب انحلال مكثف من نوع بيتا عندما تنمو جنبا إلى جنب مع سلالة من المكورات العنقودية. وهذا ما يسمى "اختبار CAMP". العقدية القاطعة للدر يعرض هذه  الخاصية. كلوستريديوم بيرفرنجنز (مطثية حاطمة)  يمكن تحديدها تجريبيا مع هذا الأختبار. الليستريا المستوحدة هي أيضا إيجابية على أجار دم الاغنام.

### غاما
إذا كان كائن حي لا يسبب انحلال الدم، أي يبقى تحت وحول المستعمرة البكتيرية في الأجار دون تغيير، عنددئذ يسمى الكائن الحى غير انحلالى أو يعرض انحلالا للدم من نوع غاما. معوية البراز (التي كانت تسمى سابقا "المجموعة د العقدية ")
المكورات العنقودية المترممة(staphylococcus saprophyticus) و.عنقودية بشروية (staphylococcus epidermidis) تعرض انحلال الدم من نوع غاما.

## هضم الدم
هو قتل غير محدد لخلايا الدم عن طريق التمثيل الغذائي بواسطة منتجات من البكتريا. هذا يمكن أن ينظر إليه على أجار الدم على أنه عندما يكون الدم المحيط بالجزء المتموج من خطك أخضر اللون، ولكن لا يوجد تغيير في جميع أنحاء المستعمرات الوحيدة. هضم الدم يلاحظ مع البكتريا المسببة للكوليرا وهي  الضمة الكوليرية.